# Província de Guadalajara
Guadalajara (en castellà, Guadalajara) és una província espanyola de Castella-la Manxa, amb capital a la ciutat homònima. Limita amb la província de Conca pel sud, amb la Comunitat de Madrid per l'oest, amb Castella i Lleó pel nord, i amb l'Aragó pel nord-est.
La seva població és de 261 995 habitants, (INE 2020) amb una densitat de 21,53 hab / km²; 1 33,31% d'ells viuen a la capital. Hi ha 288 municipis en la província, dels quals 224, 1 77,78%, tenen menys de 200 habitants. La localitat més important després de la capital és Azuqueca de Henares, un destacat centre industrial de la província amb una població de aproximadament 35.000 habitants. Altres poblacions com Sigüenza o Molina de Aragón són importants centres econòmics de la comarca a la qual pertanyen.
Té el seu origen en la Diputació Provincial de Guadalajara amb Molina, la primera diputació provincial creada d'acord amb la Constitució de 1812, constituïda el 1813 a Anguita, dins el palauet que actualment és l'ajuntament.

## Descripció física
La província de Guadalajara es troba compresa gairebé totalment a la conca del riu Tajo, exceptuant una petita zona a nord-est que aboca les seves aigües a la conca de l'Ebre. Té per veïns a nord a les províncies de Segòvia, Sòria i Saragossa, a l'est aquesta última i la de Terol, a sud la de Conca, i la de Madrid per l'oest.
El seu perímetre pot considerar-se el seu començament al port de Somosierra (localitat pertanyent a la província de Madrid), i adoptant la divisòria de les conques dels rius Jarama i Duero i la de les serres d'Ayllón i serra de Pela, marxa deixant el sud a Madrigal i Paredes de Sigüenza, i a nord a Alpanseque (pertanyent a Sòria, tot i que antany va ser part de Guadalajara); continua després al nord d'Olmedillas, i del naixement del riu Henares, segueix per la serra Ministra, i des d'ella s'encamina pel sud d'Esteras i Benamira, Arbujuelo, Chaorna i Judes, fins a arribar a la ratlla d'Aragó davant Sisamón. Part des d'aquí el límit est per la línia que antigament dividia Aragó del Senyoria de Molina, fins a aconseguir la Serra d'Albarrasí en el paratge intermedi al naixement dels rius Tajo, Xúquer, Cabriol i Túria. D'aquest punt arrenca el límit sud, i marxa per pa part dreta del Tajo fins a la confluència d'aquest amb l'Oceseca, on torça a l'esquerra i deixant al sud a Valsalobre, al nord el Recuenco, Castilforte i Salmerón, es dirigeix a la trobada del riu Guadiela i pel marge d'aquest segueix caminant fins davant de Buendía. Deixant aquesta localitat a la província de Conca, s'enfila el límit que traçant va al cim de la serra d'Altomira, toca a l'ermita d'aquest nom, i continua fins a una zona a nord del naixement del riu Calvache. S'inicia la línia que a l'oest limita la província, i prenent una direcció septentrional entre Leganiel i Illana travessa el Tajo, va entre Driebes i Brea de Tajo, i deixant a Mondéjar al sud-oest, passa el Tajuña entre Loranca de Tajuña i Pezuela de las Torres, segueix a l'oest de Pioz entre el Pozo de Guadalajara i Santorcaz, i tallant l'Henares pren a l'oest d'Azuqueca de Henares, a l'est de Camarma de Esteruelas i de Ribatejada, a l'oest d'El Casar i a l'est de Paracuellos de Jarama i Valdepiélagos. Després de travessar el Jarama entre Uceda i Torremocha de Jarama, pren la seva riba dreta la que el porta fins al lloc anomenat el Pontón de l'Oliva, prop d'on aquell riu s'uneix a Lozoya en el començament del canal que de Torrelaguna enriqueix a Madrid amb les seves aigües.